# Martin von Gerstmann

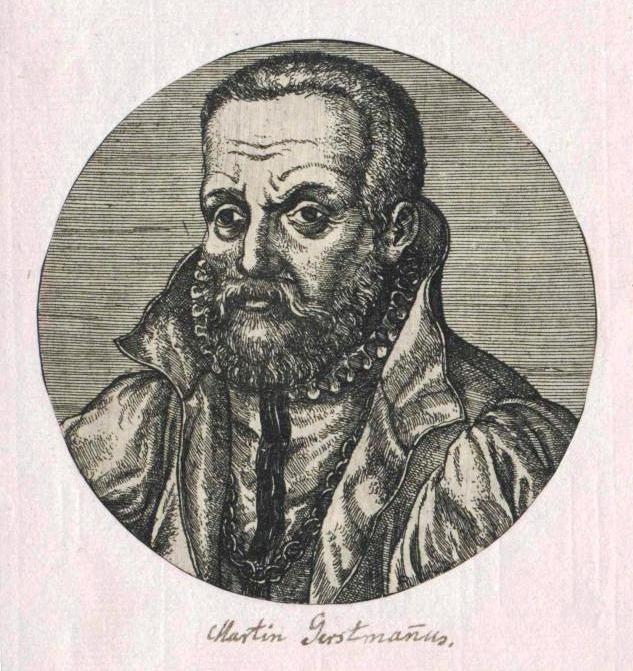
Martin Gerstmann

Martin von Gerstmann (* 8. März 1527 in Bunzlau, Fürstentum Schweidnitz; † 23. Mai 1585 in Neisse, Fürstentum Neisse) war von 1574 bis 1585 Fürstbischof von Breslau und Oberlandeshauptmann von Schlesien. Er gilt als erster Bischof der Gegenreformation in Schlesien.

## Leben
Als Sohn des Tuchmachers und Bunzlauer Bürgermeisters Christoph Gerstmann wurde Martin protestantisch erzogen. Ab 1549 studierte er an der Brandenburgischen Universität Frankfurt. Etwa 1555 immatrikulierte er sich an der Universität Padua, wo er ab 1556 auch für die Fugger tätig war. Joachim vom Berge wohnte bei ihm auf seiner Kavalierstour.
Während seines Studiums in Padua konvertierte er zur katholischen Kirche.
Am 28. Mai 1561 erlangte er den Doktorgrad beider Rechte (lateinisch Iuris utriusque Doctor, I. U. D.). Im gleichen Jahr wurde er Kustos sowie Kanoniker des Breslauer Doms und 1568 Kanzler des Olmützer Bischofs. Als Kaiserlicher Rat und Sekretär des böhmischen Landesherrn Maximilian II. wurde er 1570 in den böhmischen Adelsstand erhoben.
Von 1570 bis 1572 war Gerstmann Sekretär der lateinischen Expedition und dort hauptsächlich für die Korrespondenz mit dem polnischen Hof zuständig. 1573 wurde er Erzieher der österreichischen Erzherzöge Matthias und Maximilian und erhielt die Ernennung zum Pfalzgrafen.
Nachdem er seit 1571 Breslauer Dechant war, folgte 1574 die Wahl zum Bischof von Breslau. Nach der Wahl reiste sein Neffe Christoph von Gerstmann († 21. März 1598) als Abgesandter des Breslauer Domkapitels – zusammen mit dem Breslauer Kanonikus Theodor Lindanus – nach Rom um die Bischofswahl vom Papst bestätigen zu lassen. 
Während seiner Amtszeit wurde 1575 das Priesterseminar von Breslau nach Neisse verlegt und 1577 nach längerer Unterbrechung ein Weihbischof berufen. Er unternahm Visitationen in seiner Diözese und hielt 1580 eine Diözesansynode im Sinne der Katholischen Reform ab. Außerdem wurde der Südturm des Breslauer Doms ausgebaut.
Martin von Gerstmann starb in Neisse und wurde in der Pfarrkirche St. Jakob bestattet. Andreas von Jerin wurde sein Nachfolger.
Martins Kanzler war Wenzel Cromer von Krippendorf aus Jena. Cromer heiratete Barbara Hiltprandt, die Schwester des Breslauer Domherrn Michael Hiltprandt. Deren Mutter war eine Schwester des übernächsten Bischofs Bonaventura Hahn.